# 上海体育大厦
原西侨青年会大楼（英語：Former Foreign YMCA Building），今为上海体育大厦，是一栋位于上海南京西路150号的历史建筑。其西邻国际饭店，与上海跑马厅（今人民公园）相望。西侨青年会当时是一处娱乐和体育活动会所，由美国人菲奇和洛克菲勒筹款60万两为旅沪的西方青年建造的，地皮由美国教会和在沪西方侨民共同捐款购买，故名字中的西侨指的就是西方侨民。现时，西侨青年会大楼为上海体育大厦，由上海市体育局下属事业单位上海市体育俱乐部负责管理，为上海市体育局机关所在地，底楼还有上海银行和上海真丝商厦等租户。
建筑由哈沙德洋行设计，教会建筑师安铎生主持，于1928年5月建成，后在1932年从4楼扩建至9楼。1989年，华安大楼成为第一批上海市优秀历史建筑和上海市文物保护单位。

## 历史
1920年代，美国人菲奇和洛克菲勒开始筹备西侨青年会，以便居住在上海的西方青年有进行体育和娱乐活动的场所。并选址在静安寺路（今南京西路）北侧，派克路（今黄河路）口。1928年5月，体育馆建成，底层为当时上海最早的温水游泳池、二层为篮球房、三层为体操房，其中篮球馆有观众席250个，南北有150个立位，是上海篮球比赛的一个中心。体育馆建成后，每年都在此举办篮球、排球的邀请赛或公开赛，西侨和华人球队都可组队参赛。1932年，大楼扩建成9层，约有250个房间，底层有滚球室、酒吧间、理发室、淋浴室等设备，二、三层有舞厅、台球室、餐厅、会议厅等设备，四至九楼是宿舍。此外，二楼另有面积达110平方米的供儿童游戏的童子部。
大楼后又加至11层。太平洋战争爆发后，日军进入租界，强占了西侨青年会，并改名为东亚体育馆。抗日战争胜利以后，该会所成为了美军活动场所。1950年8月后，上海市房地产部门和上海市文化局等单位曾在此办公。1954年后改为上海市体育俱乐部。

## 建筑特色
西侨青年会大楼占地1933平方米，建筑面积11306平方米，采用美国工艺美术派风格，仿芝加哥瑞莱斯大厦。大楼俯瞰似马蹄形，外形及装饰略为古典，外立面横三段竖三段。外墙底层砌深棕色面砖，而墙面浅黄底色上则嵌深棕色砖，从而构成菱形图案。大楼的二、三层装修很精美，且这两层中部有直贯于两层间的穹形长窗，三层以上的中间部分后退，凹退部分的左右两边是骨牌式的楼宇，共6层。四层以上，墙面呈直线凸凹状，左右各凸出四柱，凹进窗户，窗下有浅色花饰。

## 图集

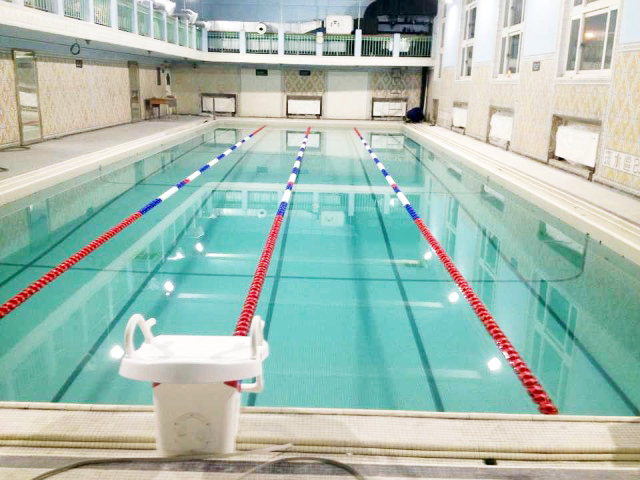
大楼内上海最早的温水游泳池